# Fritz Krauss
Fritz Krauss (Lehenhammer, 16 de juny de 1883 - Überlingen, 28 de febrer de 1976) fou un tenor alemany.
Després d'estudiar cant a Múnic, Milà i Berlín, el 1911 va debutar al Teatre Municipal de Bremen. Posteriorment, va ser contractat el 1912 pel Teatre Municipal de Gdansk, va cantar al Teatre de la Cort de Kassel el 1914.
El director de l'òpera de Colònia, Gustav Brecher, i el seu director artístic, l'antic heldentenor de Bayreuth Fritz Rémond, van detectar el potencial encara per desenvolupar del jove tenor. Krauss va ingressar al conjunt de Colònia el 1915 i va confirmar les expectatives dels qui havien confiat en ell. Va ser tenor principal residental d'aquest teatre durant sis anys. Des del 1921 i durant més de vint anys, va ocupar el mateix càrrec a l'Òpera Estatal de Baviera, a Múnic. Entre 1925 i 1928, va cantar com a artista convidat al Städtische Oper de Berlín. A l'Òpera Estatal de Múnic, va participar el 1927 en l'estrena de l'òpera Das Himmelskleid de Wolf-Ferrari i, el 1931, en Das Herz de Hans Pfitzner (estrenada simultàniament a Berlín).
El 1922 va actuar al festival de Salzburg, interpretant el paper de Ferrando a Così fan tutte; el 1927, Florestan a Fidelio i Belmonte a Die Entführung aus dem Serail. El mateix any, va participar al festival Wagner de París i, entre 1927 i 1928, va actuar a l'Òpera Estatal de Dresden. El 1934 va cantar a Basilea. Va ser convidat a l'Òpera Estatal de Viena entre 1921 i 1932, i novament el 1939. També va actuar com a artista convidat a l'Òpera Estatal de Berlín, al Gran Teatre del Liceu de Barcelona i al Teatre de l'Òpera de Frankfurt. Va actuar diverses vegades al Covent Garden de Londres, incloent-hi una representació de Don Ottavio a Don Giovanni el 1926, sota la direcció de Bruno Walter.
El 1940 es va retirar de l'escenari i es va dedicar a l'ensenyament del cant a Múnic, on, als 60 anys, va interpretar de nou Lohengrin. Més tard, es va establir a Überlingen.